# Carnaval Atlântida
Carnaval Atlântida é um filme brasileiro de 1952 do gênero comédia musical, dirigido por José Carlos Burle.
Mais uma chanchada da Atlântida, desta vez explorando a paródia das grandes produções históricas de Hollywood, particularmente as do diretor Cecil B. DeMille. Aparecem nos números musicais, além dos atores do filme, os cantores Dick Farney, Francisco Carlos, Bill Farr e Nora Ney.
O filme está disponível para assistir através do Banco de Conteúdos Culturais da Cinemateca Brasileira.

## Elenco
- Oscarito...Professor Xenofontes
- Eliana Macedo...Regina
- Roberto Faissal...Cirollo
- Cyll Farney...Augusto
- María Antonieta Pons...Lolita
- Grande Otelo
- José Lewgoy...Conde Verdura
- Renato Restier...Cecil B. de Milho
- Colé Santana
- Wilson Grey

## Sinopse
O grande produtor Cecil B. de Milho deseja fazer um filme sobre Helena de Troia e contrata o professor Xenofontes, especialista em história grega, para ajudar no roteiro. Mas os atores preferem realizar uma comédia musical e querem que o cineasta mude de ideia.